# Trindade (Sveti Toma i Princip)
Trindade (hrvatski: Sveto Trojstvo) naselje je na otoku Sveti Toma, u afričkoj državi Sveti Toma i Princip. Sjedište je okruga Mé-Zóchi. Nalazi se u unutrašnjosti otoka, 7 km jugozapadno od São Toméa.
Godine 2001. Trindade je imao 6.049 stanovnika, čime je bio četvrto po brojnosti naselje u državi.